# Лавров, Александр Васильевич
Алекса́ндр Васи́льевич Лавро́в (род. 29 января 1949, Ленинград) — российский литературовед, специалист по русскому модернизму (творчеству Александра Блока, Иннокентия Анненского, Валерия Брюсова, Андрея Белого, Зинаиды Гиппиус и других символистов и акмеистов). Член-корреспондент (1997), академик Российской академии наук (2008), доктор филологических наук.

## Биография
С 1971 года — сотрудник Института русской литературы (Пушкинский дом) в Ленинграде, Петербурге. Тема кандидатской диссертации (1985) — «Валерий Брюсов и литературное движение 1900-х годов», докторской (1995) — «Андрей Белый в 1900-е годы. Жизнь и литературная деятельность».
Участвовал в изданиях сочинений Блока, Волошина, Ремизова, Мережковского, Иванова-Разумника и др. Редактор-составитель биографического альманаха «Лица». Вып. 1, 3, 5, 7, 9, 10 (СПб., 1993—2004) и др.
Член Союза писателей Петербурга (1990) и русского ПЕН-центра (2000). Входит в состав редколлегий журналов «Русская литература» и «Новое литературное обозрение», книжных серий «Литературное наследство» и «Литературные памятники», биобиблиографического словаря «Русские писатели 1800—1917».
В 2007 году ему была присуждена премия имени А. С. Пушкина РАН за монографию «Русские символисты. Этюды и разыскания». Лауреат премии Андрея Белого (2008).

## Основные работы
Книги
- Андрей Белый в 1900-е годы. Жизнь и литературная деятельность. М., 1995;
- Этюды о Блоке. СПб., 2000;
- Символисты вблизи. Очерки и публикации. СПб., 2004 (совм. с С. С. Гречишкиным);
- Русские символисты: Этюды и разыскания. М., 2007;
- Андрей Белый. Разыскания и этюды. М., 2007;
- Символисты и другие. Статьи. Разыскания. Публикации. М., 2015.
- Тексты и комментарии. Из материалов к истории русской литературы первой трети XX века. — СПб.: Издательство Пушкинского Дома; Нестор-История, 2018. — 528 с., илл. (Современная русистика, т. 7). ISBN 978-5-4469-1378-7

Статьи
- Гречишкин С. С., Лавров А. В. О работе Брюсова над романом «Огненный ангел» // Брюсовские чтения 1971 года. Ереван, 1973. С. 121—139;
- Гречишкин С. С., Лавров А. В. Биографические источники романа Брюсова «Огненный Ангел»" // Wiener slawistischer Almanach. 1978. Bd. 1-2. S. 79-107, 73-96:
- Гречишкин С. С., Лавров А. В. Брюсов-новеллист // Брюсов В. Я. Повести и рассказы. — М.: Правда, 1988. — С. 3—20.
- Проза поэта // Брюсов В. Я. Избранная проза. — М.: Современник, 1989. — С. 3—20. («Классическая библиотека „Современника“»)